# Глорія Ломана
Глорія Фернандес-Ломана Гарсія (Мадрид, 16 червня 1959) — іспанська журналістка, підприємиця, письменниця та феміністка. З 8 липня 2003 року по 8 липня 2016 року була директоркою новин приватного телеканалу Antena 3. Засновниця консалтингової компанії з програм гендерної рівності та жіночого лідерства.  

## Біографія
Глорія Ломана закінчила факультет журналістики в Мадридському університеті Комплутенсе.  Вона розпочала професійну практику в 1978 році на Radio Centro Madrid і Radiocadena Española, а також працювала на RNE. Також керувала програмами новин Радіо Толедо. Працювала в TVE News репортеркою Telediario і була ведучою різних програм політичних дебатів на La 2. Брала інтерв’ю у перших шести президентів уряду Іспанії з часів переходу: Адольфо Суареса, Леопольдо Кальво-Сотело, Феліпе Гонсалеса, Хосе Марії Аснара, Хосе Луїса Родрігеса Сапатеро та Маріано Рахоя.
У липні 2003 року призначена директоркою новин. Як керівниця новин зуміла зробити їх лідерами за аудиторією між 2004 і 2007 роками , перевершивши громадський канал Televisión Española. Брала інтерв'ю у головних політичних діячів країни, однак на цьому етапі її також називали консерваторкоб, а інші ЗМІ вказували на «її брак об'єктивності в інтерв'ю з лідерами Народної партії на шкоду іншим». Через 13 років вона залишила посаду в липні 2016.

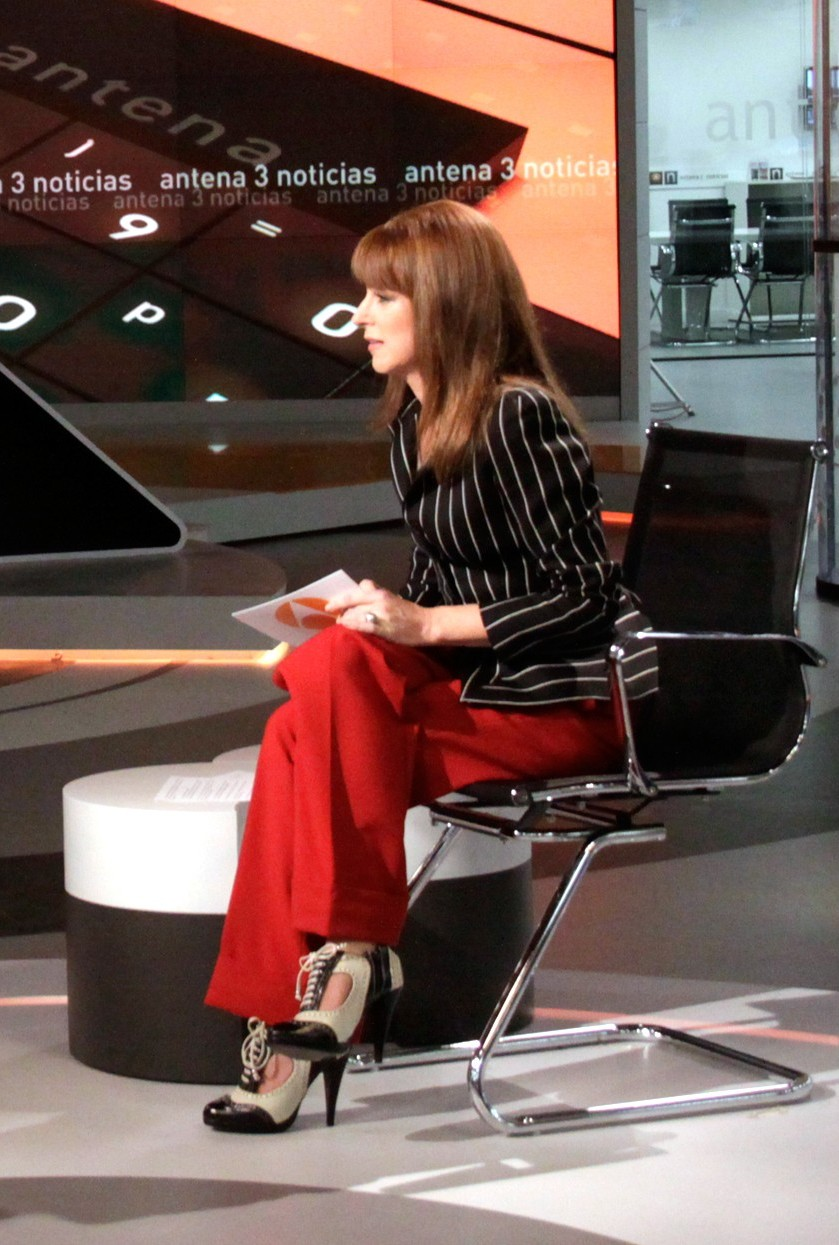
АР Інтерв'ю з президентом уряду на Antena3

У січні 2018 року підписала контракт з Telecinco, щоб співпрацювати в ранковому журналі El programa de Ana Rosa з його розділом La opinión de Glori.
Глорія Ломана висловила скарги керівництву La Sexta щодо редакційної лінії, нав’язаної Atresmedia, медіагрупі, генеральним директором якої є Сільвіо Гонсалес Морено, а генеральним директором якої є каталонець Хав’єр Бардахі Ернандо, і була звільнена.
У березні 2019 року вона заснувала консалтингову компанію, що спеціалізується на програмах гендерної рівності та жіночому лідерстві. 

## Нагороди
Глорія Ломана була членкинею журі нагород Принца Астурійського за міжнародну співпрацю, Альфонсо Усія та відомих іспанських брендів. Вона також входить до журі журналістської премії Rey Jaime I.
Глорія Ломана відзначена нагородою за ділову та професійну досконалість у в 2009 році Círculo de Mujeres de Negocios, і Статутним золотим майстром, присудженим у 2010 році Форумом вищого керівництва та визнанням «її роботи як директора новин для Antena 3». У жовтні 2015 року отримала премію від Фонду Ейзенхауера в Іспанії «за захист і просування свободи преси». Також у жовтні 2015 року отримала Срібний хрест ордена «За заслуги перед цивільною гвардією. У липні 2016 року нагороджена нагородою «Прихильність до жіночої комунікації» від Іспанської федерації менеджерок, керівниць, професіоналок і підприємиць на 25-ту річницю організації.

## Особисте життя
22 травня 2009 року одружилася з колишнім каталонським політиком Народної партії Хосепа Піке, колишнім міністром закордонних справ в уряді Хосе Марії Аснара.

## Публікації
- 1987 рік. Соціалістичний циклон, про хроніку першого соціалістичного законодавчого збору.[1]
- 2017 рік. Ігри влади, роман, у якому описані стосунки між журналістикою, політикою та грошима.
- 2018 рік. Кінець страху, Голоси в рік фемінізму про рівність як великий виклик планети в наші дні.